# Parkerthraustes humeralis
Il beccogrosso spallegialle (Parkerthraustes humeralis (Lawrence, 1867)) è un uccello della famiglia Thraupidae, diffuso in Sud America. È l'unica specie nota del genere Parkerthraustes.

## Descrizione
È un passeriforme lungo 16 cm, con un caratteristico becco, dalla base robusta e apice ricurvo.

## Biologia
Le sue abitudini sono poco note. Ha una dieta granivora e insettivora.

## Distribuzione e habitat
La specie è diffusa in Bolivia, Brasile, Colombia, Ecuador e Perù.
Il suo  habitat sono le foreste pluviali tropicali o  subtropicali di bassa quota.

## Tassonomia
Questo enigmatico uccello fu originariamente descritto nel 1867 da Lawrence come Pitylus humeralis. La sua collocazione tassonomica è risultata sempre incerta: inquadrata inizialmente tra i Cardinalidi, negli anni ne è stata proposta la collocazione nel genere Saltator (con cui Pitylus è stato posto in sinonimia) o nel genere Caryothraustes; ciò è dovuto al fatto che questo uccello presenta somiglianze, nei colori e nei pattern del piumaggio, con entrambi i generi. Più recentemente, sono state evidenziate differenze filogenetiche rispetto ad entrambi i generi e nel 1997 è stato proposto lo spostamento di questa entità in un genere a sé stante, Parkerthraustes. 
L'appartenenza del genere ai Cardinalidi è stata infine messa in discussione nel 2007 dalle risultanze di studi filogenetici che hanno suggerito lo spostamento di Parkerthraustes tra i Traupidi. Tale proposta è stata recepita dal Congresso Ornitologico Internazionale, che attualmente (2018) colloca Parkerthraustes humeralis nella famiglia Thraupidae.